# La serenata
Pour plus de détails, voir Fiche technique et Distribution.
La serenata (Drei Liebesbriefe aus Tirol) est un film autrichien réalisé par Werner Jacobs sorti en 1962.

## Synopsis
Le jeune Martin Hinterkirchner a quitté le village de Himmelsberg pour se rendre à Vienne, où il a obtenu un emploi de répétiteur à l'opéra. C'est une désillusion : le travail n'est qu'un poste d'assistant. Martin doit donc vivre chez l'ancienne chanteuse d’opéra Cäsarina Zwanziger et être son pianiste. Il écrit secrètement, soutenu par le fils de Cäsarina Peter, du schlager qu'il soumet au manager de musique Cobold. Surtout pour la chanson La Serenata qu'il a écrite pour la star schlager Linda Borg, mais elle est d'abord présentée à la manager de Linda, Isolde Fürchtenich, tombe dans la main, qui n'en veut pas. Martin est déçu et pense que Linda est maintenant une personne arrogante. Le grand-père de Martin, Leopold, qui arrive à l'exposition canine à Vienne avec son teckel Seppl, est impressionné par Linda. Quand le jury exclut Seppl au premier tour à cause de son pedigree manquant, c'est Linda qui fait l'éloge du "chien de race".
Peter Zwanziger, qui n'a rien d'un musicien, pose sa candidature auprès de Cobold pour le concours à la Wiener Stadthalle, où il veut interpréter la chanson de Martin La Serenata. Il est accepté. La performance a lieu dans une pièce annexe dans laquelle la musique orchestrale est enregistrée par micro. Le public à son tour n'entend que le chant et décide sans connaître la personne du vainqueur du concours. Peter prend Martin pour un soutien moral. Quand il échoue au micro, Martin le remplace et chante la chanson. Le public siffle. Martin est tellement frustré après le deuxième revers musical qu'il retourne à Himmelsberg et commence à y travailler en tant que chauffeur.
Peter apprend quelque temps plus tard qu'il a remporté le concours. Pour des soucis d'argent, il signe un contrat avec Cobold, qui l'engage également à se montrer. Avec l'aide de sa mère, Peter réussit à empêcher de faire des prestations. Une fois de plus, il agace tellement sa partenaire en duo, Linda Borg, qu'elle part avec frustration. Elle reçoit depuis quelque temps des lettres d'amour anonymes de Himmelsberg et se rend au village. Elle ne sait pas que Leopold est l'auteur des lettres. Il veut persuader Linda de chanter La Serenata. Avec son ami, le vétérinaire Franz Kajetan, il parie que Linda Martin chantera la chanson dans l'année. S'il perd, le teckel Seppl appartiendra à Franz.
Linda apparaît à Himmelsberg. Leopold fait semblant de reconnaître le manuscrit des lettres d'amoure et fait croire que Martin les a écrites, ce qu'ignorait Linda. Linda se présente à Himmelsberg sous le nom de Linda Bergström et se déguise avec une perruque. Elle fait la connaissance de Martin qui lui montre la région en tant que chauffeur et lui enseigne le ski. Ils tombent amoureux l'un de l'autre, mais Isolde Fürchtenich fait son apparition dans le village et révèle l'identité de Linda. Elle accuse également Martin d'être avec Linda que pour lui faire interpréter sa chanson. Linda et Martin se séparent.
À Vienne, Peter avoue à Cobold et à Isolde qu’il n'a pas chanté cette chanson lors du concours. Martin était au micro. Cependant, Leopold ne peut persuader Martin de se rendre à Vienne pour parler à Linda. Leopold avoue à Linda qu'il a écrit les lettres d'amour, donc Martin est innocent. Il lui demande de chanter La Serenata sur scène. Martin découvre enfin sur scène que Linda l'aime. Les deux chantent La Serenata en duo - et Seppl reste avec Leopold.

## Fiche technique
- Titre français : La serenata[1]
- Titre original : Drei Liebesbriefe aus Tirol
- Réalisation : Werner Jacobs assisté de Margrith Spitzer
- Scénario : Kurt Nachmann
- Musique : Erwin Halletz
- Direction artistique : Sepp Rothauer, Felix Smetana, Franz Szivatz
- Costumes : Erika Thomasberger
- Photographie : Hanns Matula
- Son : Kurt Schwarz
- Montage : Hermine Diethelm
- Production : Adolf Eder
- Sociétés de production : Neue Delta, Bavaria Film
- Société de distribution : Columbia-Bavaria Filmgesellschaft m.b.H.
- Pays d'origine :  Autriche
- Langue : allemand
- Format : Noir et blanc - 1,33:1 - Mono - 35 mm
- Genre : Musical
- Durée : 106 minutes
- Dates de sortie :
  - Allemagne de l'Ouest : 24 avril 1962
  - Allemagne de l'Est : 14 juin 1963
  - France : 20 novembre 1964[1]

## Distribution
- Udo Jürgens : Martin Hinterkirchner
- Ann Smyrner : Linda Borg
- Hans Moser : Leopold Hinterkirchner
- Trude Herr : Isolde Fürchtenich
- Kurt Großkurth (de) : A. B. Cobold
- Hans Richter : Peter Zwanziger
- Annie Rosar: Cäsarina Zwanziger
- Paul Hörbiger : Dr. Franz Kajetan
- Rudolf Carl : Eberhard Knoll
- Gus Backus : Bobby
- Monika Strauch (de) : Erika
- Elisabeth Stiepl : Mlle Prießnitz
- Raoul Retzer : L'ingénieur du son
- Kurt Sobotka (de) : Le chanteur amateur
- Eva Pawlik : La patineuse sur glace (en spectacle avec le Wiener Eisrevue)